# Supercoppa delle Fær Øer 2010
La 4ª edizione della Supercoppa delle Fær Øer si è svolta il 14 marzo 2010 al Tórsvøllur di Tórshavn tra l'HB Tórshavn, vincitore della Formuladeildin 2009, e il Víkingur Gøta, vincitore della coppa nazionale.
L'HB Tórshavn si è aggiudicato la vittoria del torneo per la seconda volta nella sua storia.

## Tabellino
| Arbitro: | Gaardbo |

|                             |           |                 |
| Benjaminsen 11’ Poulsen 86’ | Marcatori | 55’ Justinussen |